# Resours-O1
Resours-O1 est une famille de satellites d'observation de la Terre russo-soviétiques déployée en orbite entre 1985 et 1998. Ces satellites avaient pour objectif de gérer et surveiller les ressources naturelles et agricoles du pays à l'image du programme Landsat américain.  Les satellites avaient une masse d'environ 1,9 tonne dont environ 500 kg étaient consacrés à l'instrumentation. Celle-ci était constituée d'un scanner haute résolution (environ 40 mètres) et d'un radiomètre fonctionnant dans plusieurs bandes spectrales. 

## Contexte
Le programme Resours-O1 est lancé par le ministre de la Défense soviétique en 1977  en réaction au succès rencontré par le programme Landsat américain qui constitue le premier exemple d'utilisation d'un satellite pour la surveillance des ressources naturelles et agricoles (premier satellite Landsat : 1972).  La gestion du programme soviétique est prise en charge par ROSHYDROMET puis par  NPO Planeta, un institut rattaché à ROSHYDROMET. Le premier satellite (O1-N1) est mis en orbite en 1985. Il a notamment pour objectif de suivre l'état des cultures, de déterminer les conditions hydrologiques, de surveilles les feux de forêts et des toundras et de détecter les pollutions. Le développement des satellites Resours-O1 a été confié à la société russe VNIIEM, fabricant des satellites météorologiques Meteor. Quatre exemplaires sont lancés dont le dernier en 1998. Une nouvelle version, O2, caractérisée par l'ajout d'un radar en bande L, devait prendre la suite. Mais la dégradation de la situation économique en Russie donne un coût d'arrêt à la série. Le successeur des Resours-O1 sera le Monitor-E, un satellite beaucoup plus modeste (750 kg), dont un seul exemplaire sera lancé en 2005.

## Caractéristiques techniques
Resours-O1  est un satellite d'observation de la Terre d'une masse d'environ 1 900 kg dont 500 kg d'instrumentation. Il est stabilisé 3 axes avec une précision de pointage de 6 minutes d'arc dans la direction de progression du satellite sur son orbite. La plateforme, qui a la forme d'un cylindre de 1,4 mètre de diamètre, est identique à celle utilisée par les satellites météorologiques Meteor développés par le même constructeur. Elle comporte deux panneaux solaires d'une envergure de 10 mètres une fois déployés en orbite. Ceux-ci fournissent en moyenne 500 watts et en pic 1 200 watts. La durée de vie du satellite est de 2 ans par construction) avec un objectif de fonctionnement de 3 ans. Les données sont transmises en bande UHF avec un débit de 7,68 à  61  mégabits/s selon les versions. Le satellite circule sur une orbite héliosynchrone (inclinaison orbitale 98,7°)  à une altitude de 650 km (835 km pour le dernier satellite).

## Charge utile
La charge utile de Resours-O1 comprend  un nombre variable d'instruments dont deux sont présents sur tous les satellites :
- MSU-E est un scanner à pushbroom (en) qui effectue des prises d'images dans trois longueurs d'onde : 0,5 - 0,6 µm, 0,6 - 0,7 µm et 0,8 - 0,9. Sa résolution spatiale est de 45 x 33 km et sa fauchée (largeur de la prise de vue) est de 90 km par combinaison de deux instruments identiques. L'instrument peut être dépointé latéralement de 32° ce qui permet de couvrir une largeur de 600 km. Sur le dernier exemplaire la fauchée passe de 90 à 105 km
- MSU-S est un radiomètre à moyenne résolution effectuant des observations dans 5 bandes spectrales : 0,5-0,6, 0,6-0,7, 0,7-0,8, 0,8-1,1 et  10,4 - 12,6 µm. La résolution spatiale est de 170 mètres en lumière visible et de 600 mètres en infrarouge thermique. La fauchée est de 600 km.

Les instruments, embarqués uniquement sur le dernier exemplaire de la série, sont :  
- ISP-2 un instrument de mesure de l'irradiance solaire incidente et réfléchie
- ScaRaB-2 un instrument de mesure du bilan radiatif de la Terre développé en coopération avec le CNES
- NINA un télescope développé par l'INFN italien pour mesurer les rayons cosmiques d'origine galactique.

## Historique des lancements
| Satellite    | Autre désignation | Date lancement  | Lanceur   | Identifiant COSPAR | Note                                                          |
| ------------ | ----------------- | --------------- | --------- | ------------------ | ------------------------------------------------------------- |
| Resurs-O1 N1 | Cosmos 1689       | 3 octobre 1985  | Vostok-2M | 1985-090A          |                                                               |
| Resurs-O1 N2 | Cosmos 1939       | 20 avril 1988   | Vostok-2M | 1988-032A          |                                                               |
| Resurs-O1 N3 |                   | 4 novembre 1994 | Zenit-2   | 1994-074A          |                                                               |
| Resurs-O1 N4 |                   | 10 juillet 1998 | Zenit-2   | 1998-043A          | Altitude 816 km, emporte les instruments NINA, ScaRaB-2, NINA |